# CHAME
CHAME（チェイム）は、日本のソロ音楽家。北海道美幌町出身。1988年生まれ。

## 概要
12歳よりPCで曲作り（DTM）を始める。2013年3月にCHAMEというバンドを始めるが、メンバー転勤をきっかけに2014年9月、DTMスタイルのソロ名義に変更し、現在に至る。
CHAMEとは、[cha]から始まるchallenge(挑戦)、character(個性)、charm(魅力)に自分[me]を加えた造語。
- 2013年
  - 3月、スリーピースバンドとして北海道北見市を拠点に活動開始。
  - 8月、自主制作無料CD-R「CHAME #1」をライブ会場限定でリリース。
  - 12月、第62回全道JA青年部大会「JA青年部1分間CMコンテスト」最優秀賞受賞（編曲/レコーディング担当）
- 2014年
  - 9月、ソロプロジェクトとなる。YouTubeにリリックビデオ形式でアップロードした「COLOR ME」が、ZIP-FM、練馬放送インターネットラジオ[1]でオンエア。
  - 10月、muzieピックアップアーティスト掲載(10/28〜約5週間)
  - 12月、FMうらやすインディーズ情報番組『Bandup』内で「COLOR ME」オンエア。
- 2015年
  - 6月、自主制作無料CD-R「CHAME | PLAYLIST」制作。
  - 8月、「きたみワッカマツリ」太陽メインステージ出演。
- 2016年
  - 3月、自主制作無料CD-R「CHAME | Demo Album」制作。
  - 10月、つべつ総合型クラブ「かるっちゃつべつ」のご当地体操曲「かるっちゃSTEP」を楽曲提供（北海道新聞朝刊2016.11.14オホーツク欄掲載）
- 2017年4月、宮田カンパニーとの共作「タウンニュースつべつ」が津別町広報番組のオープニングとして採用される。

## ディスコグラフィー

### YouTube
1. snow（2014年5月9日公開）
2. COLOR ME（2014年9月7日公開）
3. From This Floor（2015年2月27日公開）
4. Twenty Eight（2015年4月18日公開）
5. LET ME DOWN（2015年5月16日公開）

### 自主制作無料CD
1. CHAME #1（2014年8月11日）ライブ会場限定 ※現在廃盤
  1. snow
  2. And One
  3. Every
  4. Blue Cold Sweet
  5. From This Floor
2. CHAME | PLAYLIST（2015年6月17日）※現在廃盤
  1. COLOR ME
  2. Twenty Eight
  3. From This Floor (New Edit)
  4. snow (New Edit)
  5. LET ME DOWN
3. CHAME | Demo Album（2016年3月4日）
  1. last summer
  2. COLOR ME
  3. I am
  4. Realize Me
  5. From This Floor
  6. Let Me Down
  7. And One
  8. Fade
  9. Twenty Eight
  10. snow
  11. 3:00 am (Piano Instrumental)